# Вау (Јужни Судан)
Вау је главни град вилајета Западни Бахр ел Газал у Јужном Судану. Налази се у долини река Џур, тачније на њеној левој обали. Према проценама из 2011. године у граду живи 151.320 становника, што га после престонице Џубе чини другим највећим местом у држави. Становништво је сачињено од неколико етничких група, међу којима се по бројности издвајају народи Динке, Луо и Фертите.